# Irene Morales
Irene del Carmen Morales Galaz (La Chimba, Santiago, 1 de abril de 1848-ibídem, 25 de agosto de 1890) fue una militar chilena, sargento segundo y cantinera del Ejército de Chile durante la Guerra del Pacífico.

## Biografía

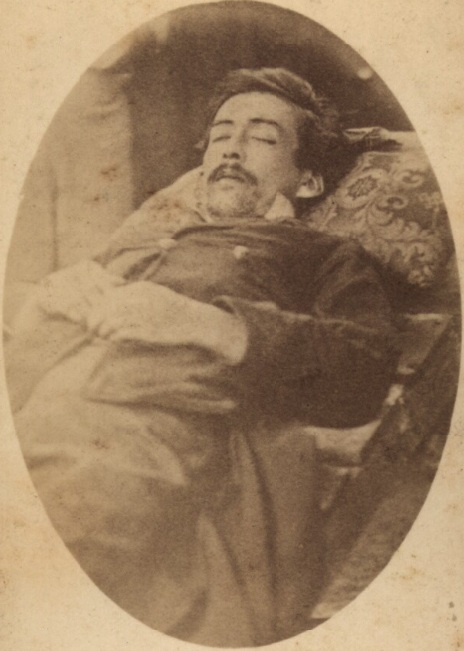
Santiago Pizarro, marido de la sargento Irene Morales.

Hija de José Doroteo Morales y de Ysabel Galaz, fue la mayor de cuatro hermanos. Al morir su padre, se trasladó junto con su madre a Valparaíso, donde aprendió el oficio de costurera. En 1860 su madre la dio en matrimonio a Juan Lucena, un hombre mayor que murió antes de cumplir un año de casados.

### Antofagasta
Su viudez, junto con la muerte de su madre, la motivó en 1877 a viajar al puerto de Antofagasta, donde trabajó como tabernera. Allí también conoció y se emparejó con Santiago Pizarro, 5 años menor que ella, un músico chileno adscrito a la banda de la guarnición boliviana de la ciudad. Pizarro tuvo una reyerta de taberna y asesinó a un soldado boliviano, fue detenido, encarcelado, sumariado y condenado a la pena de muerte. Morales hizo todo lo posible para revocar la condena, pero Pizarro fue fusilado de 67 tiros el 24 de septiembre de 1878. Le tomó una fotografía, donde él parece dormir una siesta y con su rostro intacto (la foto está en la Sala Medina de la Biblioteca Nacional). Este hecho motivó en Morales un ansia de venganza contra los bolivianos y la llevó a unirse al ejército de desembarco chileno en Antofagasta.

### Mujer soldado
El 14 de febrero de 1879, durante la Guerra del Pacífico, se produjo el desembarco de las tropas chilenas en la ciudad. Morales intentó ser reclutada en el ejército disfrazada de hombre, pero fue descubierta y enviada como cantinera, o enfermera, al regimiento Tercero de Línea.
Participó con inusual arrojo y fusil en mano en el desembarco de Pisagua y el combate de Dolores, donde una vez terminada la batalla se preocupó de la atención de los enfermos y heridos. Al oír sobre su labor, el general Manuel Baquedano la autorizó oficialmente para que vistiera el uniforme de cantinera y al mismo tiempo le otorgó el grado de sargento. Tuvo participación en la batalla de Tarapacá, donde tomó parte en el enfrentamiento, la batalla del Campo de la Alianza, donde fue levemente herida, y participó en el  asalto al morro de Arica, donde fuentes indican que mandó fusilar a 67 prisioneros enemigos para consumar su venganza por la muerte de Pizarro.
Durante la ocupación de Lima, se casó con el cabo 1.º Alfredo Cisternas en 1883.

### Posguerra
Después de la guerra, aunque presente en el inconsciente colectivo, no obtuvo reconocimientos del Estado. Regresó a Santiago, donde falleció de pulmonía en el más absoluto anonimato y pobreza en el Hospital San (Francisco de) Borja.
El 25 de agosto de 1930, el coronel Enrique Phillips le dedicó un artículo publicado en El Mercurio, en el que, entre otras cosas, señaló:

Las Judith de Chile fueron muchas en esa gloriosa jornada, pero ninguna superó en valor a Irene Morales, el tipo de la mujer chilena.

## Homenajes
En la comuna de Santiago, cerca de la Plaza Baquedano, existe una calle que lleva su nombre.
En enero de 2020, un grupo de personas realizó una ceremonia simbólica para cambiar el nombre de la calle por el de Mauricio Fredes, quien murió luego de caer a un agujero en la intersección de la calle Irene Morales con la Alameda mientras huía de Fuerzas Especiales de Carabineros durante las protestas sociales en Santiago.